# 조선민주주의인민공화국의 공휴일
조선민주주의인민공화국의 공휴일(문화어: 조선민주주의인민공화국의 휴식일)은 조선민주주의인민공화국에서 제정한 공휴일이다.

## 주요 공휴일
| 날짜                   | 정식명칭                 | 내용                                                                     | 비고                          |
| ---------------------- | ------------------------ | ------------------------------------------------------------------------ | ----------------------------- |
| 1월 1일                | 설날                     |                                                                          |                               |
| 음력 1월 1일           | 음력설                   |                                                                          | 1989년부터 당일               |
| 음력 1월 15일          | 대보름                   |                                                                          |                               |
| 2월 16일               | 광명성절                 | 김정일 생일                                                              | 2일                           |
| 3월 2일                | 식수절                   | 조선민주주의인민공화국에서 나무를 심는 것을 장려                         |                               |
| 3월 8일                | 국제부녀절               | 국제 여성의 날과 동일                                                    |                               |
| 4월 4일, 4월 5일       | 청명절 (淸明節)          |                                                                          |                               |
| 4월 15일               | 태양절                   | 김일성 생일                                                              | 2일                           |
| 4월 25일               | 조선인민군 창건일        |                                                                          |                               |
| 5월 1일                | 5.1절                    | 근로자의 날과 동일                                                       | '메데(May Day)절' 이라고도 함 |
| 음력 5월 5일           | 단오                     |                                                                          |                               |
| 6월 6일                | 조선소년단 창립절        | 조선소년단 창립일                                                        |                               |
| 7월 27일               | 조국해방전쟁 승리 기념일 | 한국전쟁 본뜻과 무관한 승전한 것으로 선전                                |                               |
| 8월 15일               | 조국해방기념일           | 본뜻과 무관한 김일성의 항일운동으로 해방한 것으로 선전                   |                               |
| 8월 25일               | 선군절                   | 선군정치를 시작한 것을 기념                                              |                               |
| 9월 9일                | 인민정권 창건일          | 조선민주주의인민공화국이 인민의 뜻에 세워진 정권임을 선전                |                               |
| 음력 8월 15일 10월 6일 | 추석                     |                                                                          | 1988년부터 추석 당일          |
| 10월 10일              | 조선로동당 창건일        | 조선로동당 창당일                                                        |                               |
| 11월 16일              | 어머니날                 | 2012년 5월 최고인민회의 상임위원회 '정령으로 11월 16일을 어머니날로 제정 |                               |
| 12월 27일              | 사회주의 헌법절          | 1972년 12월 27일 최고인민회의가 사회주의헌법을 채택한 것을 기념          |                               |

## 같이 보기
- 대한민국의 공휴일
- 휴일
- 공휴일
- 조선민주주의인민공화국의 명절